# Диса Катерина Леонідівна
Катерина Диса (нар. 7 липня 1977, Москва) — українська історикиня, кандидат історичних наук, доцент кафедри історії Національного університету «Києво-Могилянська академія», директорка Центру польських та європейських студій ім. Єжи Гедройця. Досліджує історію відьомства в ранньомодерній Україні.

## Освіта і професійна діяльність
Закінчила Національний університет «Києво-Могилянська академія» (1998 р. — бакалавр, 2000 р. — магістр).
2004 р. — здобула ступінь PhD у Центрально-Європейському університеті (Будапешт).
2015 р. — присвоєно звання доцента.

## Основні публікації
Монографії
- Історія з відьмами. Суди про чари в українських воєводствах Речі Посполитої XVII—XVIII століть. [Архівовано 14 червня 2017 у Wayback Machine.] — Київ: Критика, 2008. — 302 с.
- Ukrainian Witchcraft Trials: Volhynia, Podolia, and Ruthenia, 17th–18th. — Centuries Central European University Press. 2020. — 240 p.[6]

Навчальні посібники
- Історія повсякденного життя в ранньомодерній Європі. — К. : Вид. дім «Києво-Могилянська академія», 2014. — 129 с.

Статті
- Альтернативний шлях до знань: алхімія розенкрейцерів і виклики доби просвітництва у XVII—XVIII ст. // Наукові записки НаУКМА. — Том 78: Історичні науки — 2008.
- Історія сексуальності ранньомодерної доби: уявлення і дискусії на зламі XX і XXI століть // Соціум. Альманах соціальної історії. — Вип. 9. — К.: Інститут історії України, 2010.
- Orthodox Demonology and the Perception of Witchcraft in Early Modern Ukraine // Friars, Nobles and Burghers — Sermons, Images and Prints. Studies of Culture and Society in Early-Modern Europe. In Memoriam István György Tóth / Eds. Jaroslav Miller, László Kontler. — Budapest: CEU Press, 2010. — P. 341—360. (англ.)
- A Family Matter: The Case of a Witch Family in an Eighteenth-Century Volhynian Town // Russian History. — Vol. 40 (2013). — Issue 3-4: Witchcraft Casebook: Magic in Russia, Ukraine, Poland, and the Grand Duchy of Lithuania, 15th-21st Centuries. — PP. 352—363.(англ.)
- Ставлення представників православної церкви XVII століття до відьомства і чарів [Архівовано 4 листопада 2017 у Wayback Machine.] // Спільне. — 2014. — № 8.